# Super C
Super C (в прошлом Super Carnaval, рус. Сюпе́р Сэ) — квебекская сеть супермаркетов в собственности Metro Inc., специализирующаяся на розничной продаже продовольственных товаров по низким ценам. В 2009 она насчитывала 64 предприятия по всему Квебеку.
Super C основана в 1982, а в 1985, когда у неё было 14 точек в Квебеке (в основном в окрестностях Монреаля), она была куплена Metro-Richelieu Inc. До 1992 сеть работала под названием Super Carnaval, а затем официально сменила название на Super C.
С этого момента Super C продолжала расширяться, в частности она переоборудовала несколько супермаркетов Steinberg's, которые были куплены её материнской компанией Metro после банкротства Steinberg Inc., строила свои собственные супермаркеты и снимала свободные площади в различных торговых центрах. В 2006 она имела 9 супермаркетов в Онтарио, но затем дала им названия Food Basics или Loeb, принадлежавшие двум сетям, которые стали собственностью Metro в 1999. 18 июня 2011 Super C открыла очередной новый магазин в Чендлере. Супермаркеты Super C в среднем занимают площадь 4103 м², на которой в них представлено более 8000 различных товаров, 1200 из которых являются фирменными (производятся под торговой маркой сети специально для неё).